# تاي كيلي
تاي كيلي (بالإنجليزية: Ty Kelly)‏ هو لاعب كرة قاعدة أمريكي، ولد في 20 يوليو 1988 في دالاس في الولايات المتحدة.

## وصلات خارجية
- تاي كيلي على موقع دوري كرة القاعدة الرئيسي (الإنجليزية)
- تاي كيلي على موقعبيزبول رفرنس.كوم (الدوري الرئيسي) (الإنجليزية)
- تاي كيلي على موقعبيزبول رفرنس.كوم (الدوري الثانوي) (الإنجليزية)
- تاي كيلي على موقع إي إس بي إن.كوم (أم.أل.بي) (الإنجليزية)
- تاي كيلي على موقع مشجعي الرسوم البيانية (الإنجليزية)
- تاي كيلي على موقع أوليمبيديا (الإنجليزية)